# Parachaenichthys
Parachaenichthys è un genere di Actinopterygii marini appartenente alla famiglia dei Bathydraconidae. Le specie incluse in questo genere sono presenti nell'Oceano Antartico.

## Tassonomia
Il genere Parachaenichthys fu descritto formalmente per la prima volta nel 1902 dall'ittiologo inglese (ma nato in Belgio) George Albert Boulenger come un genere monospecifico con unica specie Chaenichthys georgianus. Chaenichthys georgianus venne descritto nel 1885 dallo zoologo tedesco J.G. Fischer, con il tipo nomenclaturale raccolto nella Georgia del Sud. Il nome del genere Parachaenichthys è composto da para, che significa "vicino" o "simile a", e Chaenichthys, che indica il genere Channichthys, a cui P. georgianus era stato inizialmente inserito da Fischer.

## Species
Attualmente, sono riconosciute due specie in questo genere:
- Parachaenichthys charcoti (Vaillant, 1906)
- Parachaenichthys georgianus (J. G. Fischer, 1885)

## Caratteristiche
Parachaenichthys hanno un corpo nudo, mancante di scaglie, fatta eccezione per le scaglie presenti sulle linee laterali. Posseggono lunghi ed ampi musi e le mascelle presentano moltiple file di piccoli denti, simili a canini. L'opercolo ha una cresta chiara che si divide in due fino al margine anteriore, concludendosi con n raggio spinoso.  P. charcoti può raggiungere una lunghezza massima di 42 centimetri, mentre P. georgianus arriva anche ai 59.

## Distribuzione, habitat e biologia
Parachaenichthys sono riscontrabili nell'Oceano Australe, con P. georgianus limitato alla Georgia del Sud e alle Isole Sandwich Meridionali, mentre P. charcoti è trovabile nelle acque circostanti le Isole Orcadi Meridionali, le Isole Shetland Meridionali e l'Isola Elephant, così come nella Penisola Antartica più a sud della coordinata 65°S. Sono pesci demersali dche frequentano profondità comprese tra i 2 e i 400 metri dalla superficie dell'acqua. Le due specie appartenenti al genere Parachaenichthys si cibano di altri pesci e di crostacei.